# Апраксин, Пётр Иванович
Граф Пётр Ива́нович Апра́ксин (1784—1852) — генерал-майор, тайный советник из рода Апраксиных; глава Владимирской и Тверской губернии.

## Биография
Родился в 1787 году — сын генерал-лейтенанта графа Ивана Александровича Апраксина от брака с  Марией Вальдштейн, племянницей генерал-фельдмаршала П. А. Румянцева. Его братья:  Александр (1782—1848; сенатор),  Василий (1788—1822; полковник, флигель-адъютант) и  Павел (1791—1833; статский советник).
Получил домашнее образование. 22 сентября 1800 года определён на военную службу юнкером в лейб-гвардии артиллерийский батальон. 28 декабря 1801 года произведён в подпоручики с переводом во 2-й артиллерийский батальон. С 28 сентября 1802 года служил в Кавалергардском полку. В 1805 году совершил поход в Австрию против французов, где принял участие в Аустерлицком сражении. За отличие был награждён орденом св. Анны 4-й степени.
В 1806—1807 годах Апраксин находился в Восточной Пруссии, где вновь сражался с французами. Отличился в делах на реке Пассарге, при Гейльсберге и под Фридландом. В 1809 году в чине штабс-ротмистра состоял адъютантом при военном министре. Принимал участие в кампании против турок в 1809—1811 годах. 8 декабря 1810 года награждён золотой шпагой с надписью «За храбрость».
1 декабря 1811 года произведён в подполковники и назначен Санкт-Петербургским полицмейстером. Находясь на этой должности Апраксин получил ордена св. Владимира 3-й степени, св. Анны 3-й степени и св. Анны 2-й степени. 27 декабря 1817 года произведён в генерал-майоры с увольнением от службы.
В июле 1821 года был назначен губернатором Владимирской губернии с переименованием в действительные статские советники. В августе 1823 года присутствовал на коронации императора Николая I в Москве. В июле 1827 года по прошению покинул пост  губернатора и почти три года был в отставке. В 1830 году вернулся на службу в качестве чиновника особых поручений при графе А. А. Закревском. По его протекции в феврале 1831 года был назначен тверским губернатором и награждён орденом св. Анны 1-й степени (императорская корона к этому ордену пожалована в 1835 году).
В Тверь Апраксин так и не поехал. По собственному желанию в апреле 1831 года был зачислен по Отдельному корпусу жандармов. В 1831—1833 года временно управлял Московским жандармским округом, в июне 1833 года был назначен начальником Казанского жандармского округа и оставался в этой должности шесть лет.
1 декабря 1835 года за беспорочную выслугу был награждён орденом св. Георгия 4-й степени (№ 5106 по кавалерскому списку Григоровича — Степанова). В 1837 году получил орден св. Владимира 2-й степени. С 1839 по 1841 год находился в отпуску. По возвращении перешёл на гражданскую службу, в 1846 году был переименован в тайные советники, состоял членом Совета государственного контроля и в 1849 году награждён орденом Белого орла. Был членом Московского общества сельского хозяйства. В черновых материалах к «Русскому биографическому словарю» сообщается, что П. И. Апраксин был сенатором, но это не находит подтверждения в официальных сенаторских списках, сенатором был его брат Александр.
Скончался в Петербурге и был похоронен в имении жены — селе Караваево Покровского уезда Владимирской губернии в Петропавловской церкви.

## Семья

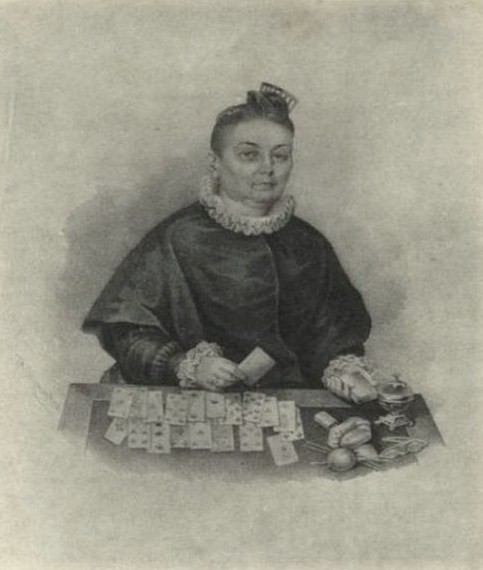
Елизавета Андреевна, жена

Жена (с 5 февраля 1811 года) — Елизавета Андреевна Кузьмина-Караваева (05.04.1789—14.11.1871), дочь владимирского губернского предводителя дворянства Андрея Алексеевича Кузьмина-Караваева от брака его с Анной Ивановной Богдановой. Не имея почти никакого состояния, Апраксин взял за женой большое приданое, ему было дано 1370 душ во Владимирской губернии и 40 душ в Семеновском уезде Нижегородской губернии. Венчание было в Москве в церкви иконы Божией Матери «Знамение» на Знаменке. По словам миссис Адамс, графиня Апраксина была «толстая, грубая, болтливая женщина, любившая светские скандалы и гадания на каратах (очень модного в России препровождения времени); приводившая всех в восторг от своего умения гадания, хотя и нелепого». Похоронена на территории некрополя усадьбы Троицкое-Кайнарджи. Дети:
- Мария Петровна (1811—1859), с 1832 года замужем за В. Д. Соломирским (1802—1884).
- Елизавета Петровна (1813—1872), девица, похоронена в некрополе усадьбы Троицкое-Кайнарджи.
- Николай Петрович (21.01.1816[3]—1902), крещен 6 февраля 1816 года в Преображенском всей Гвардии соборе при восприемстве великого князя Николая Павловича и Н. В. Апраксиной; владимирский совестной судья.
- Любовь Петровна (1819—1882), фрейлина двора (1836), замужем за князем С. П. Голицыным.
- Зинаида Петровна (1822— ?), замужем за П. К. Мердером (1796—1873).